# Samantha Eggar
Samantha Eggar (født 5. marts 1939) er en engelsk-amerikansk teater- tv- og filmskuespiller. Hun arbejder primært med gæsteroller på tv-serier og som stemmeskuespiller.
Eggar filmdebuterede i begyndelsen af 1960'erne. For sin præstation i William Wylers Offer for en samler (1965), blev hun nomineret til en Oscar, vandt en Golden Globe og blev udråbt til bedste skuespiller ved filmfestivalen i Cannes. Skynd dig langsomt, mand! (1966) overfor Cary Grant i hans sidste film.
Hun medvirkede i film som Doctor Dolittle (1967), Oprør i minen (1970), Det store panserslag (1976), David Cronenbergs gyser The Brood (1979) og actionfilmen The Exterminator (1980).
Siden 1990 har hun kun sporadisk optrådt i film. Hendes seneste biograffilm er The Astronaut's Wife (1999).
Eggar har lagt til stemme Hera i Disneys animerede Hercules (1997). Hun har også medvirket i en række tv-produktioner, herunder gæsteroller i Star Trek: The Next Generation og Chief Commander.